# Jean Bernard Djambou
Jean Bernard Djambou (nascido em 11 de maio de 1947) é um ex-ciclista olímpico camaronês. Djambou representou o seu país durante os Jogos Olímpicos de Verão de 1972, em Munique.